# Triplosphaeria yezoensis
Triplosphaeria yezoensis är en svampart som först beskrevs av I. Hino & Katum., och fick sitt nu gällande namn av Kaz. Tanaka, K. Hirayama & Shirouzu 2009. Triplosphaeria yezoensis ingår i släktet Triplosphaeria och familjen Tetraplosphaeriaceae.   Inga underarter finns listade i Catalogue of Life.